# 天主教聖多默教區
天主教聖托馬斯教區（拉丁語：Dioecesis Sancti Thomae in Insulis Virgineis）是美國一個羅馬天主教教區。範圍包括美屬維京群島。屬華盛頓總教區。
1960年4月30日設自治監督區，1977年4月20日升為教區。2010年有教友30,000人、八個堂區、十五名司鐸。現任主教為赫伯特·比瓦德。